# Money Bag
Pour plus de détails, voir Fiche technique et Distribution.
Money Bag (머니백) est un film sud-coréen réalisé par Heo Joon-hyeong, sorti en 2018.

## Synopsis
Sept personnes dont un policier, un tueur à gages et un livreur tentent de mettre la main sur un sac de golf rempli d'argent.

## Fiche technique
- Titre : Money Bag
- Titre original : 머니백
- Titre international : Snatch Up
- Réalisation : Heo Joon-hyeong
- Scénario : Heo Joon-hyeong
- Photographie : Lee Choon-Hee
- Production : Lee Jong-suk et Lee Sang-hoon
- Société de production : Little Big Pictures
- Pays :  Corée du Sud
- Genre : Comédie dramatique, comédie policière et action
- Durée : 101 minutes
- Dates de sortie : 
  - Corée du Sud : 12 avril 2018

## Distribution
- Kim Dae-gon : Jjakdaegi
- Oh Jung-se : le livreur
- Jun Kwang-ryul : le député Moon
- Kim Mu-yeol : Min-Jae
- Lee Geung-young : le tueur à gages
- Lee Yoon-hee
- Oh Ah-rin
- Park Hee-soon : le détective Choi

## Accueil
Pour Cha Chae-ra de Maxmovie, le film se démarque par son rythme et la manière dont les trajectoires des personnages se croisent.